# Myotis welwitschii
Myotis welwitschii је врста слепог миша из породице вечерњака (лат. Vespertilionidae).

## Распрострањење
Врста има станиште у Анголи, Бурундију, ДР Конгу, Етиопији, Замбији, Зимбабвеу, Јужноафричкој Републици, Кенији, Малавију, Мозамбику, Руанди, Судану, Танзанији и Уганди.

## Станиште
Врста Myotis welwitschii има станиште на копну.

## Угроженост
Ова врста није угрожена, и наведена је као последња брига јер има широко распрострањење.

### Популациони тренд
Популациони тренд је за ову врсту непознат.